# Cursa d'altitud
Una cursa d'altitud és una disciplina esportiva que comprèn diverses modalitats de cursa pedestre que es disputen en alta muntanya, a altituds superiors als 2.000 metres. Les modalitats de la cursa d'altitud són la cursa d'alta muntanya, la marató d'alta muntanya i el quilòmetre vertical.